# Rata Falls
Die Rata Falls sind ein Wasserfall im Gebiet der Ortschaft Peel Forest am südlichen Ausläufer der Tara Haoa Range in der Region Canterbury auf der Südinsel Neuseelands. Er liegt im Lauf des Rata Stream, seine Fallhöhe beträgt rund 13 Meter. Die in einem anderen Bachlauf liegenden Emily Falls befinden sich nur wenige hundert Meter südwestlich von ihm.
Der Wasserfall ist über den Rata Falls Track, der am Ende der Blandwoods Road in Peel Forest startet, in etwa einer Stunde erreichbar.